# Ozan Sunar
Bircan Ozan Sunar, född 30 juli 1964 på Gallipolihalvön, är en svensk debattör, föreläsare och kulturentreprenör. Sunar är uppvuxen i Istanbul, kom till Sverige 1970 och bodde som barn i Stockholmsförorten Farsta.

## Biografi
År 1989, under sin tid som student vid Stockholms universitet, var Sunar med och startade kulturtidskriften TLM. Han var en av initiativtagarna till Re:Orient i Stockholm 1993. Han arbetade en tid på arbetsmarknadsdepartementet som sakkunnig åt integrationsminister Leif Blomberg (S). Han var chef för Södra Teatern i Stockholm 1997–2003 och kulturchef på SVT 2003–2008. Sedan 2010 är Sunar VD och konstnärlig ledare för Moriskan i Malmö.